# Katharine Jefferts Schori
Katharine Jefferts Schori, née le 26 mars 1954 à Pensacola, est une prêtre épiscopalienne américaine. Elle est évêque-présidente de l'Église épiscopalienne des États-Unis de 2006 à 2015.

## Biographie
Évêque du diocèse épiscopalien du Nevada à partir de 2001, elle est élue présidente de l'Église épiscopalienne des États-Unis le 18 juin 2006 et investie à la cathédrale nationale de Washington le 4 novembre suivant. Première femme à occuper cette fonction, elle est aussi la première femme élue primat dans l'ensemble de la Communion anglicane mondiale.